# 정화조

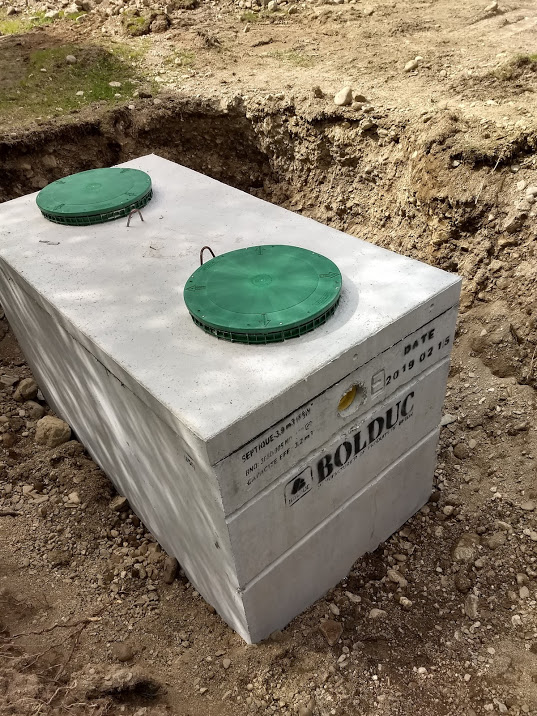

정화조(淨化槽)는 오수가 침전하여 바닥에서는 혐기성소화 처리가 일어나고 유출수만 배출되는 시설이다. 침전 및 혐기성 공정은 고형물과 유기물을 줄이지만 처리 효율은 보통 수준에 불과하다. 정화조 시스템은 일종의 단순 현장 하수 시설이다. 농촌 지역과 같이 하수도 시스템과 연결되지 않은 지역에서 사용할 수 있다. 처리된 액체 유출물은 일반적으로 정화조 배수장에 배치되어 추가 처리를 제공한다. 그럼에도 불구하고, 지하수 오염이 발생할 수 있으며 문제가 될수있다. 